# Кнула
Кнула — река в России, протекает по территории Гусь-Хрустального района Владимирской области и Клепиковского района Рязанской области. Левый приток Посерды.

## География

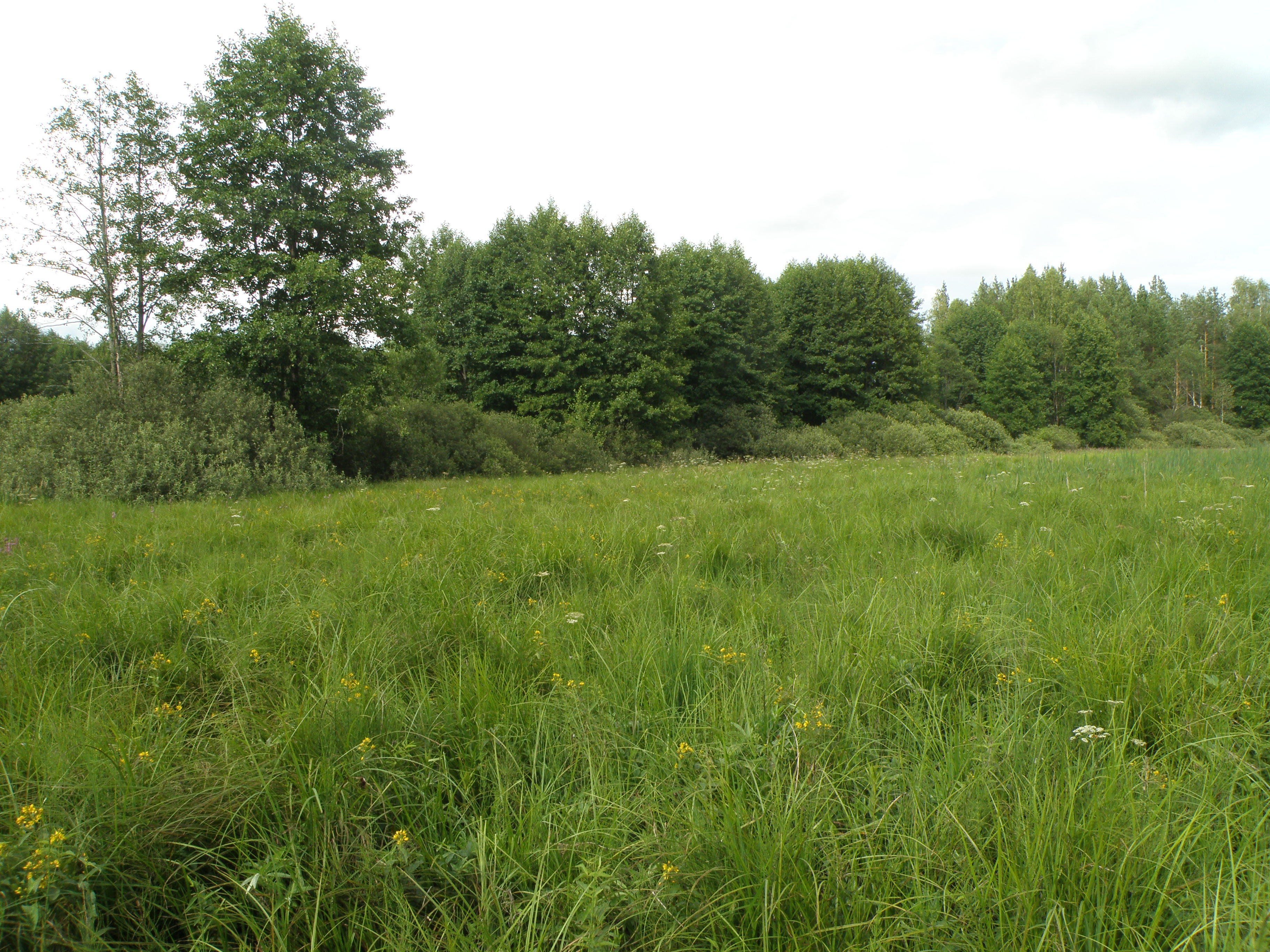
Пойма Кнулы у Рязаново

Река Кнула берёт начало в болотах рядом с деревней Бобры. Течёт на запад через леса. Устье реки находится в 13 км от устья Посерды по левому берегу. Длина реки составляет 11 км.

## Данные водного реестра
По данным государственного водного реестра России относится к Окскому бассейновому округу, водохозяйственный участок реки — Ока от водомерного поста у села Копоново до впадения реки Мокша, речной подбассейн реки — бассейны притоков Оки до впадения Мокши. Речной бассейн реки — Ока.
Код объекта в государственном водном реестре — 09010102312110000026337.